# Geluntung
Geluntung is een bestuurslaag in het regentschap Tabanan van de provincie Bali, Indonesië. Geluntung telt 1256 inwoners (volkstelling 2010).